# Fordwich
Fordwich (engelskt uttal: [ˈfɔːrdwɪtʃ]) är en småstad och civil parish i grevskapet Kent i sydöstra England. Staden ligger i distriktet Canterbury vid floden Stour, cirka 4 kilometer nordost om Canterbury. Civil parishen hade 372 invånare vid folkräkningen år 2021. Det är det minsta samhället i Storbritannien med stadsrättigheter.